# Fußacher Durchstich

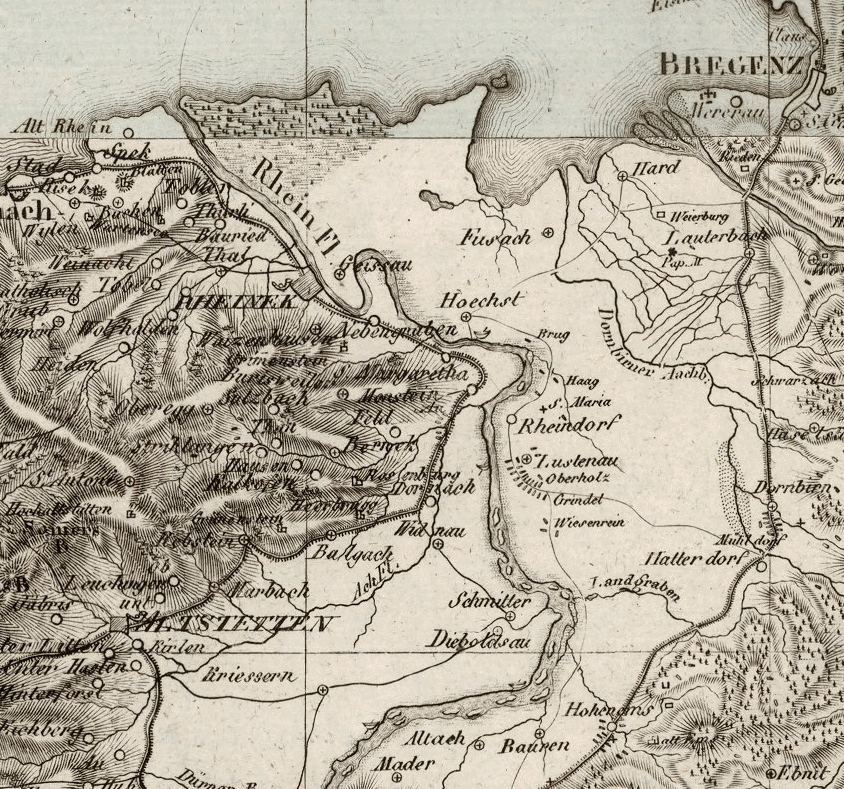
Karte des Rheintals und des Rheins vor dem Durchstich. Ausschnitt aus Carl Ferdinand Weiland (1782–1847), Karte der Schweiz (1817)

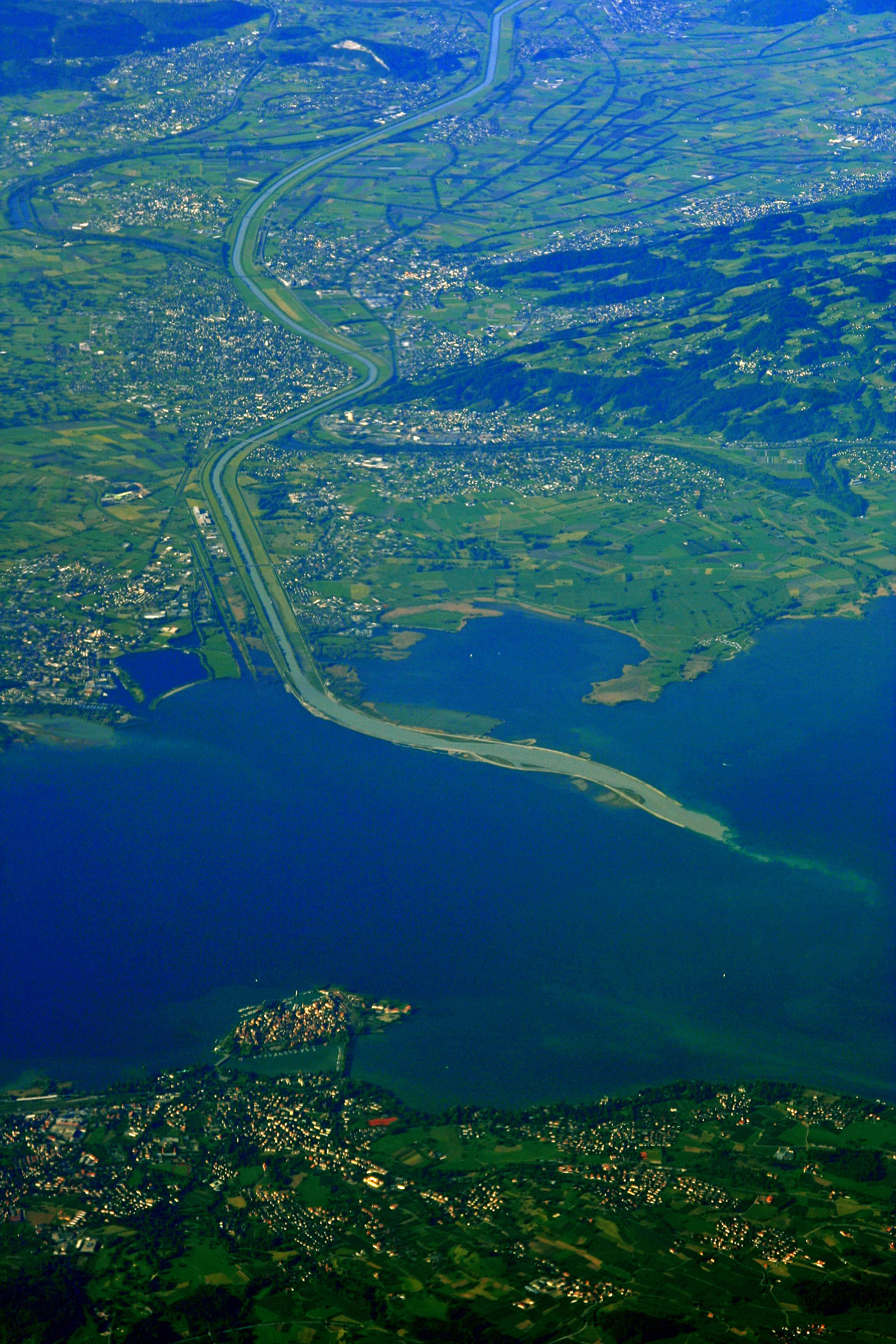
Mündung des Rheins in den Bodensee mit der erkennbaren kanalisierten Führung des Rheins vor dessen Einmündung

Der Fußacher Durchstich ist ein 5 Kilometer langer Kanal im österreichischen Bundesland Vorarlberg, mit dem die Einmündung des Alpenrheins in den Bodensee begradigt und um etwa 8 km nach Osten verlegt wurde. Er wurde zwischen 1895 und 1900 als Teil der Rheinregulierung angelegt. Der Kanal zweigt bei St. Margrethen (Schweiz) vom Alten Rhein, der weiterhin die Grenze zwischen der Schweiz und Österreich ist, nach rechts ab. Er verläuft im Wesentlichen geradlinig nordwärts zum Bodensee, wobei er die Vorarlberger Gemeinde Fußach östlich passiert. Der Kanal verkürzt den Zufluss zum Bodensee um mehrere Kilometer. Grundlage für seinen Bau bildete der Staatsvertrag zwischen der Schweiz und Österreich aus dem Jahr 1892. Die Notwendigkeit des Baus wurde nach den verheerenden Hochwassern in den Jahren 1888 und 1890 erkannt. Im Vertrag hieß es: „Der Bundesrat der Schweizerischen Eidgenossenschaft und Seine Majestät der Kaiser von Österreich … von dem Wunsche beseelt, zum Zwecke der Beseitigung der Überschwemmungsgefahr und der Versumpfung für die beiderseitigen Ufergebiete des Rheinstromes von der Illmündung stromabwärts bis zur Ausmündung desselben in den Bodensee, auf Grund des vereinbarten Generalprojektes nach technisch bewährten Grundsätzen, eine Regulierung auszuführen, haben beschlossen, hierüber einen Vertrag einzugehen … Auf gemeinsame Kosten auszuführende Werke: 1. der untere Durchstich bei Fussach …“ Der Kanal wird von Hochwasserdämmen flankiert. Der Abstand zwischen den Dämmen beträgt 110 Meter.
Auch eine Verlandung des Bodensees sollte durch den Bau des Kanals verhindert werden. Ein Großteil des Kieses und des Sandes, welchen der Rhein transportiert, wird im Mündungsgebiet des Kanals mit Baggern entnommen. Zwischen 50.000 und 100.000 m³ Geschiebe werden jährlich aus dem Kanal ausgebaggert und der Bauindustrie verkauft. Gegen den Bau des Kanals gab es anfangs erhebliche Widerstände und Proteste von Seiten der betroffenen Vorarlberger Gemeinden. Sie forderten den Bau eines Kanals am westlichen Ende des Rheintals im Gebiet der Gemeinde St. Margrethen, also auf Schweizer Hoheitsgebiet. Am 6. Mai 1900, an Pfingsten, wurde das Rheinwasser erstmals in den neuen Kanal geführt. Seit diesem Tag liegt das schweizerische Rheineck nicht mehr am Rhein, sondern am Alten Rhein, und Fußach liegt am Rhein. Der Alte Rhein wird nur noch von dem auf der Schweizer Seite fließenden  Rheintaler Binnenkanal gespeist.
1924 wurden die Dämme des Kanals in den Bodensee verlängert. Mit dieser Maßnahme sollte die Verlandung des Bodensees bekämpft werden. Die 4,5 Kilometer langen Deiche führten zu einer erheblichen Verminderung der Verlandung des Sees. Trotzdem entstehen jedes Jahr 20 bis 30 Meter lange Sandbänke im Bodensee. Kritiker behaupten, das Ausbaggern der Sand- und Kies-Geschiebe brächte wenig. Ursprünglich ging man davon aus, dass der Bodensee erst in 10.000 Jahren an dieser Stelle verlanden würde. Nach 15 Jahren hat das Geschiebe des Rheins aus dem Kanal jedoch schon die halbe Strecke zwischen Fußach und Lindau zurückgelegt. Ursprünglich war die Bucht vor Fußach über 40 Meter tief. Heute ist sie ein seichtes Gewässer.
Nach der Flutkatastrophe 1927 in Liechtenstein wurden die Dämme um 2,5 Meter erhöht. Der Kanal war zu breit geraten und angeschwemmtes Material hob das Kanalbett massiv an. Um die Strömung zu erhöhen und damit Ablagerungen zu verhindern, wurde die Breite des Kanals erheblich reduziert. Im Bodenseedelta des Rheins wurde die Breite des Kanals auf 70 Meter bis ins Jahr 1975 reduziert. Auch wurde die Sohle zwischen 1950 und 1971 um 4,4 Meter durch Baggerungen abgesenkt. Durch den Bau des Kanals konnten große Gebiete für die Landwirtschaft und zur Besiedelung geschaffen werden. Gebiete, die ursprünglich durch ständiges Hochwasser bedroht waren, konnten erschlossen werden. Auch Industrie siedelte sich entlang der Hochwasserdämme an.
Zur Errichtung und Wartung des Kanals wurde eine Werksbahn errichtet, die Dienstbahn der Internationalen Rheinregulierung. Die Bahnstrecke mit der Spurweite 750 mm wird heute nur noch als Museumsbahn genutzt.